# Trichaptum parvulum
Trichaptum parvulum är en svampart som först beskrevs av Yasuda, och fick sitt nu gällande namn av T. Hatt. & Ryvarden 1994. Trichaptum parvulum ingår i släktet Trichaptum och familjen Polyporaceae.   Inga underarter finns listade i Catalogue of Life.